# Louis Smith (muzikant)
Edward Louis Smith (Memphis, 20 mei 1931 – Ann Arbor, 20 augustus 2016) was een Amerikaanse jazzmuzikant (trompet, bugel) en componist.

## Biografie
Smith begon al op jeugdige leeftijd met het trompetspel, aanvankelijk sterk beïnvloed door Fats Navarro. Na zijn middelbare school-afronding studeerde hij met een studiebeurs aan de Tennessee State University en wisselde hij daarna naar de University of Michigan. Tijdens deze periode speelde hij met muzikanten als Dizzy Gillespie, Miles Davis, Thad Jones en Billy Mitchell. In januari 1954 werd hij opgeroepen voor de militaire dienst in de United States Army. Na zijn ontslag eind 1955 doceerde hij aan de Booker T. Washington High School in Atlanta en speelde hij daarnaast hardbop in plaatselijke clubs, o.a. met Cannonball Adderley, Kenny Dorham, Donald Byrd, Lou Donaldson, Phineas Newborn, Zoot Sims en Philly Joe Jones.
In 1956 kreeg hij de mogelijkheid om mee te werken aan opnamen van Kenny Burrell bij diens album Swingin. In februari 1958 leidde hij zijn eerste eigen sessie voor het kleine label Transition uit Boston, waarbij hij begeleid werd door Buckshot LeFonque alias Cannonball Adderley, Duke Jordan resp. Tommy Flanagan en Doug Watkins en Art Taylor. Het label verdween echter van de markt, voordat Smiths album kon worden uitgebracht. Blue Note Records-chef Alfred Lion verwierf de mastertapes van Transition, tekende met Smith een contract en bracht de sessie uit onder de titel Here Comes Louis Smith, waarvan ook de single Tribute To Brownie/Stardust werd uitgebracht.
In de loop van 1958 speelde de trompettist daarna op de twee verdere Blue Note-sessies Blue Lights van Kenny Burrell en Booker Little 4 en Max Roach van Booker Little en kon op 30 maart een verder album onder zijn eigen naam opnemen, dat als Smithville verscheen. Zijn medespelers hierbij waren Charlie Rouse, Sonny Clark, Paul Chambers en weer Art Taylor. In juli 1958 trad Smith op als lid van het Horace Silver Quintet tijdens het Newport Jazz Festival. 
Smith trok zich daarna echter terug als actief muzikant, ging terug naar Ann Arbor en doceerde voortaan volledig aan de University of Michigan en de nabijgelegen Ann Arbor Public School. Pas eind jaren 1970 had hij een korte comeback met enkele albums bij SteepleChase Records, waaraan o.a. George Coleman, Harold Mabern, Junior Cook, Roland Hanna, Sam Jones en Billy Hart meewerkten. Na een verdere onderbreking van meer dan tien jaar ging hij vanaf begin 1990 weer voor SteepleChase Records in de studio en speelde nog een reeks verdere albums in, zoals Ballads for Lulu (1990) met Jim McNeely, Strike up the Band (1991) met Vincent Herring en Kevin Hays en uiteindelijk in 1993 als reminiscentie aan zijn tijd bij Horace Silver het album Silvering met de veteranen Von Freeman, Jodie Christian en Wilbur Campbell uit Chicago. In 1997 verscheen zijn laatste album There Goes My Heart.

## Ziekte en overlijden
In 2005 kreeg Louis Smith een infarct, die hem beroofde van zijn spraakvermogen. Smith overleed in augustus 2016 op 85-jarige leeftijd.